# Spica (musikgrupp)
För andra betydelser, se Spica (olika betydelser).
Spica (hangul: 스피카) är en sydkoreansk tjejgrupp bildad 2012 av B2M Entertainment som är inaktiv sedan 2017.
Gruppen består av de fem medlemmarna Juhyun, Boa, Sihyun, Narae och Bohyung.

## Karriär
I början av 2012 meddelade B2M Entertainment att man skulle skapa en tjejgrupp och släppte foton och profiler på medlemmarna. Redan den 10 januari det året släpptes deras debutsingel "Potently" med en musikvideo som väckte intresse, dels därför att sångerskan Lee Hyori, också från B2M, var med i den. Den 31 januari meddelade skivbolaget att gruppens debut-EP med titeln Russian Roulette snart skulle släppas. En musikvideo för skivans första låt med samma titel, "Russian Roulette", släpptes i sin helhet den 7 februari efter en teaser hade släppts den 1 februari. Videon hade fler än 1,2 miljoner visningar på Youtube i mars 2013. Den 9 februari framträdde gruppen med låten på M! Countdown.
Den 29 mars 2012 släppte gruppen en ny version av sin debut-EP med titeln Painkiller. Med skivan kom även singeln med samma titel, "Painkiller". Man släppte även singeln "I'll Be There" den 19 september. Den 21 november återvände man med sin andra EP Lonely som även gav deras femte singel "Lonely". Den 23 november framträdde de med låten live på Music Bank. EP-skivan nådde deras högsta placering hittills på Gaon Chart med en åttonde plats. Den 6 januari 2013 framträdde man för sista gången med "Lonely", detta på Inkigayo. Enligt medlemmen Jiwon kommer gruppen att släppa ett nytt album någon gång under våren 2013.

## Medlemmar
| Födelsenamn  | Födelsenamn | Födelsedatum     |
| Romanisering | Hangul      | Födelsedatum     |
| ------------ | ----------- | ---------------- |
| Park Ju-hyun | 박주현      | 29 november 1986 |
| Kim Bo-ah    | 김보아      | 14 januari 1987  |
| Park Na-rae  | 박나래      | 23 februari 1988 |
| Yang Ji-won  | 양지원      | 5 april 1988     |
| Kim Bo-hyung | 김보형      | 31 mars 1989     |

## Diskografi

### Album
| Albuminformation                                      | Topplacering          |
| Albuminformation                                      | Sydkorea (Gaon Chart) |
| ----------------------------------------------------- | --------------------- |
| Russian Roulette (EP-skiva) - Släppt: 8 februari 2012 | 46                    |
| Painkiller (EP-skiva) - Släppt: 29 mars 2012          | 12                    |
| Lonely (EP-skiva) - Släppt: 21 november 2012          | 8                     |

### Singlar
| År        | Titel               | Topplacering          |
| År        | Titel               | Sydkorea (Gaon Chart) |
| Koreanska | Koreanska           | Koreanska             |
| --------- | ------------------- | --------------------- |
| 2012      | "Doggedly"          | 50                    |
| 2012      | "Russian Roulette"  | 36                    |
| 2012      | "Painkiller"        | 60                    |
| 2012      | "I'll Be There"     | 45                    |
| 2012      | "Lonely"            | 38                    |
| 2013      | "Tonight"           | 10                    |
| 2014      | "You Don't Love Me" | 16                    |
| 2014      | "Give Your Love"    | 92                    |
| 2014      | "Ghost"             | 59                    |
| 2016      | "Secret Time"       | 117                   |
| Engelska  |                     |                       |
| 2014      | "I Did It"          | —                     |